# 皮埃尔·加马拉
皮埃尔·加马拉 (彼埃尔·伽马拉， 彼埃·格马拉， Pierre Gamarra，法語發音：[pjɛʁ gamaˈʁa]，1919年7月10日—2009年5月20日）法国文学作家 。

## 生平
法国作家、诗人。生于法国西南部图卢兹城。曾任小学教师和《西南爱国者》(Le Patriote du Sud-Ouest)、《欧罗巴》 (Revue EUROPE) 等期刊的主编、秘书长等职。他的第一部小说《火之屋》(1948; 原文书名 : La Maison de feu)曾获得文学奖金。其他作品有《吃黑面包的孩子们》(1950; 原文书名 : Les Enfants du pain noir)、《圣拉沙的丁香》(1951; 原文书名 : Les Lilas de St-Lazare)、《罗莎莉·布鲁斯》(1953; 原文书名 : Rosalie Brousse)、《小学教师》(1955; 原文书名 : Le Maître d’école)以及《西蒙的妻子》(1961; 原文书名 : La Femme de Simon)、《人的双手》(1954; 原文书名 : Les Mains de l’homme)和《陶器匠的恋爱》(1957; 原文书名 : Les Amours du potier)等。
加马拉还发表过诗集和儿童文学作品《阿拉斯城堡之歌》(原文书名 : Chanson de la citadelle d’Arras)和《小姑娘和白鸽》(La Petite fille et la Colombe)等。

## 主要作品
- 《自由的玫瑰》, 1956[1]
- 《羽蛇的故事》, 1981
- 《小学教师》, 1986, Le Maître d’école (王振基 译)
- 《罗莎莉·布鲁斯》, Rosalie Brousse (王振基 译)
- 《圣拉沙的丁香》, Les Lilas de St-Lazare (王振基 译)
- 《大海和歌剧院》, La Mer et l'Opéra (黄天源译)
- 《哥伦布传奇的一生》, 1992, La Vie fabuleuse de Cristobal Colon